# Río Figueroa (Turbio)
El río Figueroa es un curso natural de agua que nace en la cordillera de los Andes de la Región de Atacama, fluye con dirección general SO y confluye con el río Turbio (Jorquera) para dar vida al río Jorquera.

## Trayecto
El río Figueroa tiene sus fuentes en las vegas pantanosas que se extienden al NO del cerro Azufre donde se forma por la unión de las aguas que bajan de las quebradas del Patón, a la cual entran las de Coipa y Salitral, del Azufre, Coloraditos y Vizcachas. Recibe por su ribera izquierda las quebradas de Monarde y Paredones, el río Lagunas y finalmente el río Aguas Blanca.: 213 

## Historia
Luis Risopatrón lo describe en su Diccionario jeográfico de Chile (1924):: 334 
Figueroa (Río). Es seco en su parte superior, presenta un valle ancho, suave i sin vegetación hasta La Angostura, donde aparece el agua dando un salto brusco i donde el sendero ofrece una pequeña cuesta; corre hacia el SW, en un cajón cubierto de vegas de trecho en trecho, en el que el sendero va ya por el fondoo por las faldas i en el que se han medido 350 litros de agua por segundo. Concluye por juntarse con el río Turbio para formar el río Jorquera.